# Davit Zirakashvili

a Compétitions nationales et continentales officielles uniquement.

b Matchs officiels uniquement.
Dernière mise à jour le 20 octobre 2024.
Davit Zirakashvili (en géorgien : დავით ზირაქაშვილი), né le 10 octobre 1983 à Roustavi, est un joueur de rugby à XV d'origine géorgienne et naturalisé français le 1er juillet 2009. Il joue avec l'équipe de Géorgie de 2004 à 2015 et évolue au poste de pilier droit au sein de l'effectif de l'ASM Clermont Auvergne de 2004 à 2020.

## Biographie

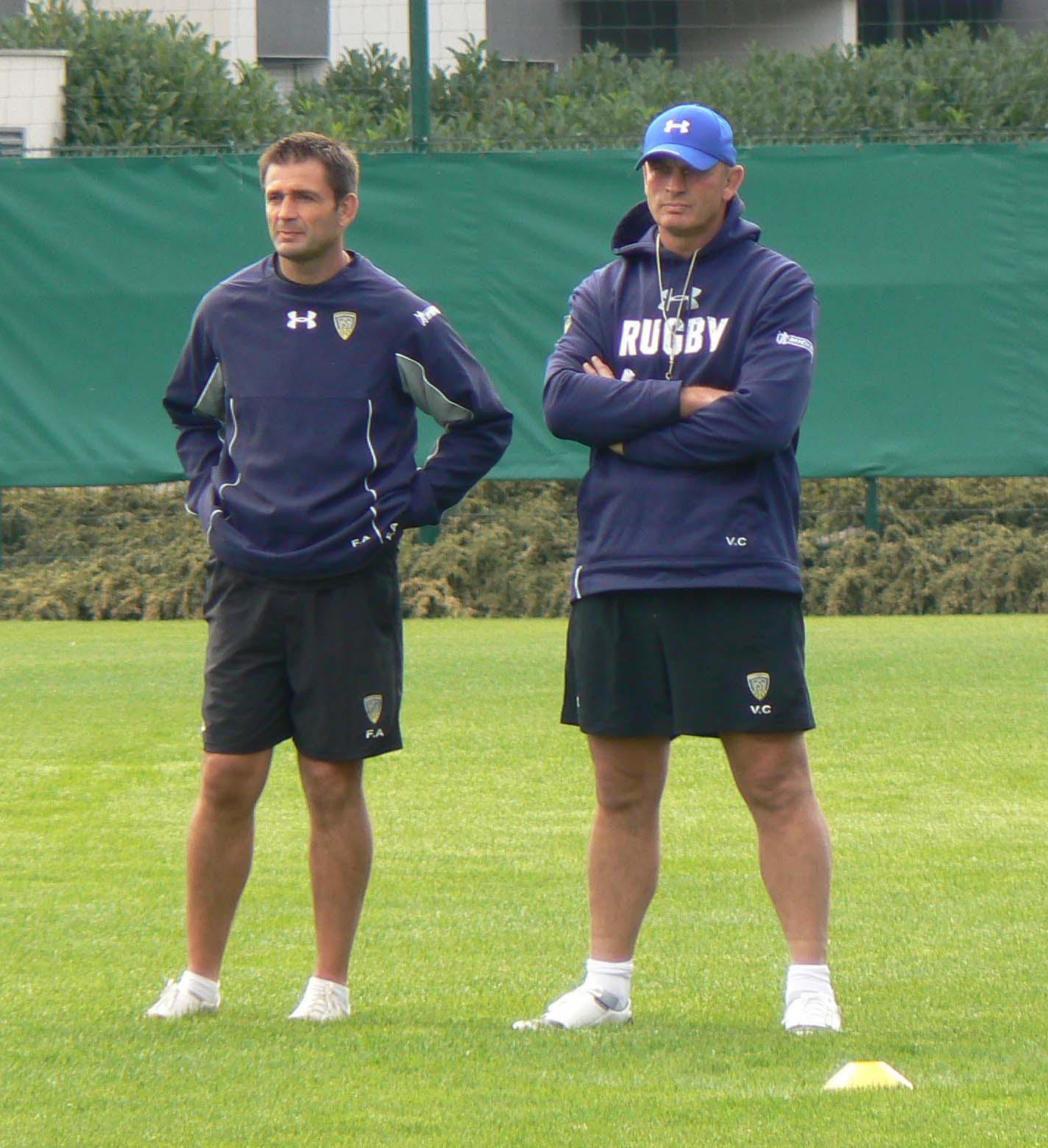
Davit Zirakashvili est entraîné par Vern Cotter (à droite) de 2006 à 2014 et par Franck Azéma (à gauche) de 2010 à 2020.

Davit Zirakashvili vient en France au RC Aubenas en 2004 puis rejoint l'ASM Clermont où évolue son compatriote Goderdzi Shvelidze en cours de saison 2004-2005 en tant que joker médical de Martín Scelzo, opéré des ligaments croisés des deux genoux. Il rejoint lors des régionales de 2010 l'équipe de campagne d'Alain Marleix en figurant numéro 15 de la liste. Il dispute son premier match avec l'équipe de Géorgie le 30 octobre 2004 contre l'équipe d'Uruguay.
En octobre 2019, il annonce qu'il prendra sa retraite à l'issue de la saison après seize saisons à l'ASM Clermont Auvergne. Sa carrière est finalement interrompue par l'annulation de la fin de la saison 2019-2020 à cause de la pandémie de Covid-19 en France.
Lors de la saison 2020-2021 de Top 14, il intègre le staff du Stade rochelais en tant que consultant dans le secteur de la mêlée. En 2021, il suit Jono Gibbes, directeur sportif, et rejoint son ancien club, l'ASM Clermont, toujours en qualité d'entraîneur de la mêlée. Il met un terme à sa mission en avril 2023, quelques mois après l'arrivée de Christophe Urios à la tête de l'équipe, pour se consacrer à ses activités en dehors du rugby.
Lors de la saison 2023-2024, il est consultant auprès du Stade français Paris pour entraîner la mêlée des parisiens. Il quitte le club en octobre 2024 « en solidarité avec Karim Ghezal », après le limogeage de ce dernier.

## Palmarès
Avec l'ASM Clermont Auvergne
- Championnat de France :
  - Vainqueur (2) : 2010 et 2017

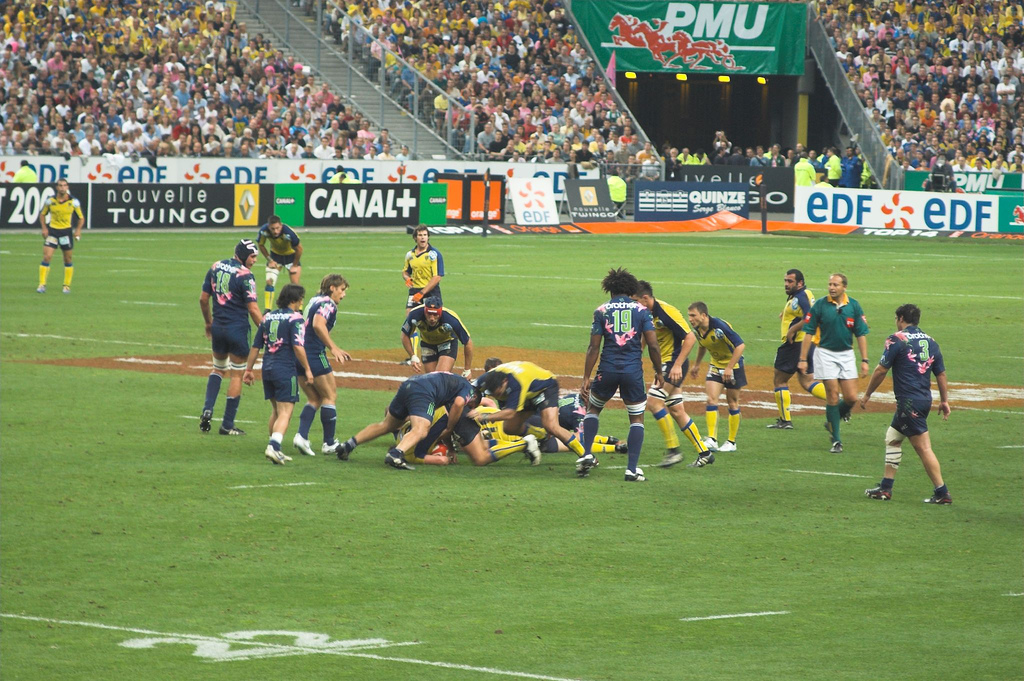
Davit Zirakashvili participe à la finale du Top 14 2007 avec l'ASM Clermont face au Stade français Paris.

  - Finaliste (5) : 2007, 2008, 2009, 2015 et 2019
- Challenge européen :
  - Vainqueur (2) : 2007 et 2019
- Coupe d'Europe
  - Finaliste (3) : 2013, 2015 et 2017

## Statistiques

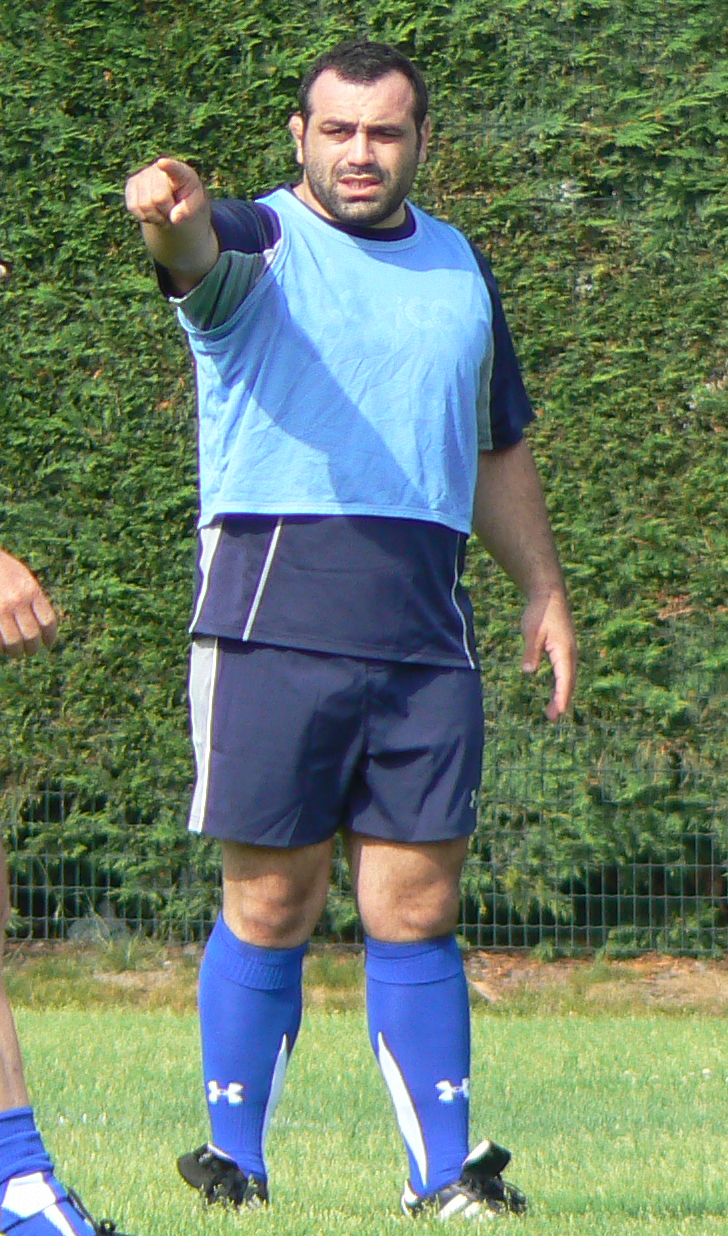
Davit Zirakashvili lors d'un entrainement avec l'ASM Clermont Auvergne.

### En club
Matchs par saison :
12 en  2005,
22 en  2006,
27 en  2007,
27 en  2008,
21 en  2009,
29 en  2010,
28 en  2011, 14 en 2012, 24 en 2013, 19 en 2014, 25 en 2015, 5 en 2016, 28 en 2017, 19 en 2018, 23 en 2019

### En équipe nationale
(à jour au 16.06.19)
- 53 sélections en équipe de Géorgie entre 2004 et 2015.
- 8 essais (40 points)
- Sélections par année : 3 en 2004, 3 en 2005, 6 en 2006, 4 en 2007, 1 en 2008, 1 en 2009, 6 en 2010, 7 en 2011, 5 en 2012, 6 en 2013, 2 en 2014, 9 en 2015.
- En coupe du monde :
  - 2007 : 3 sélections (Argentine, Namibie, France)
  - 2011 : 3 sélections (Écosse, Angleterre, Roumanie)
  - 2015 : 3 sélections (Tonga, Argentine, Namibie)